# Emåns Ekomuseum

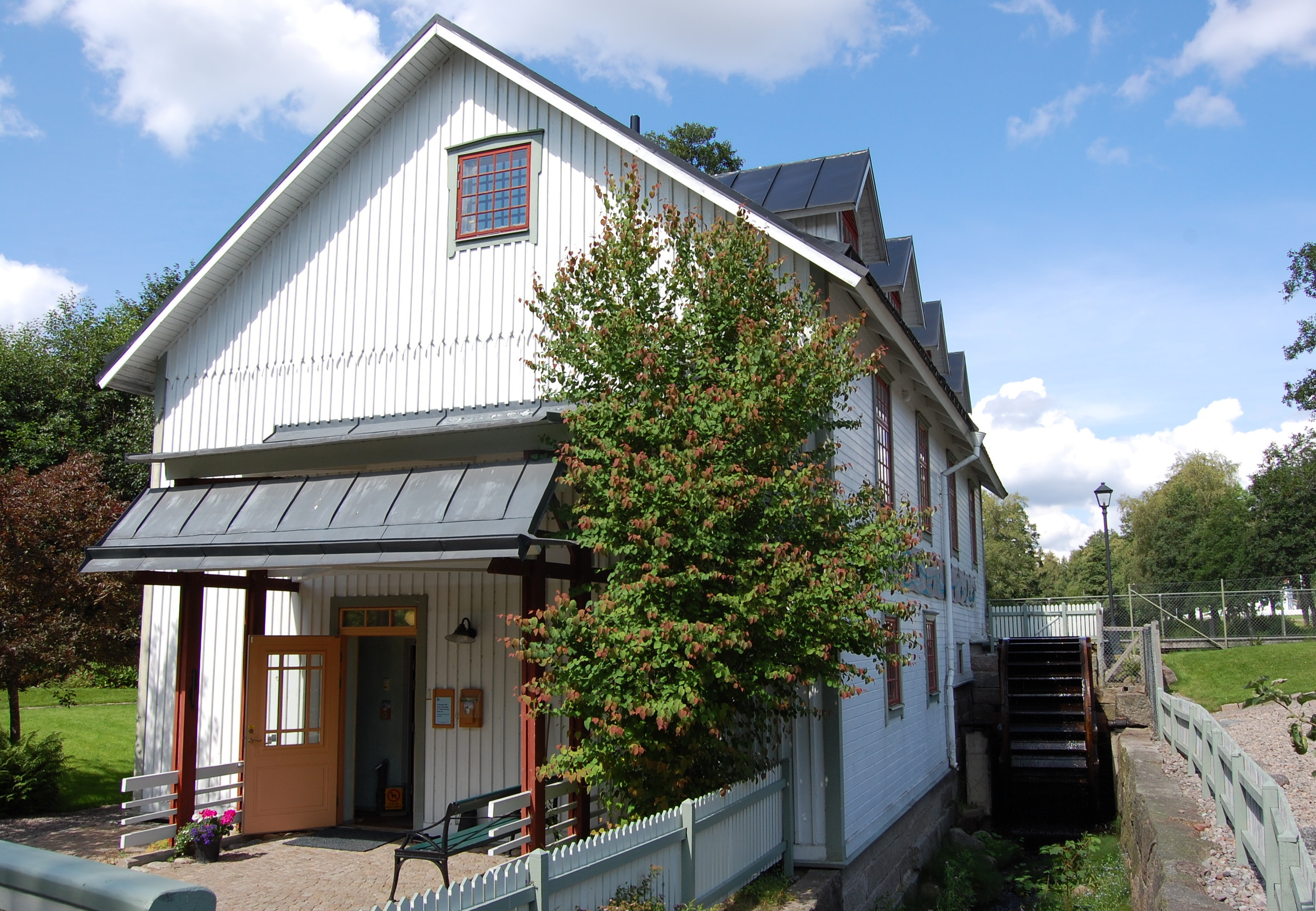
Wassermühle

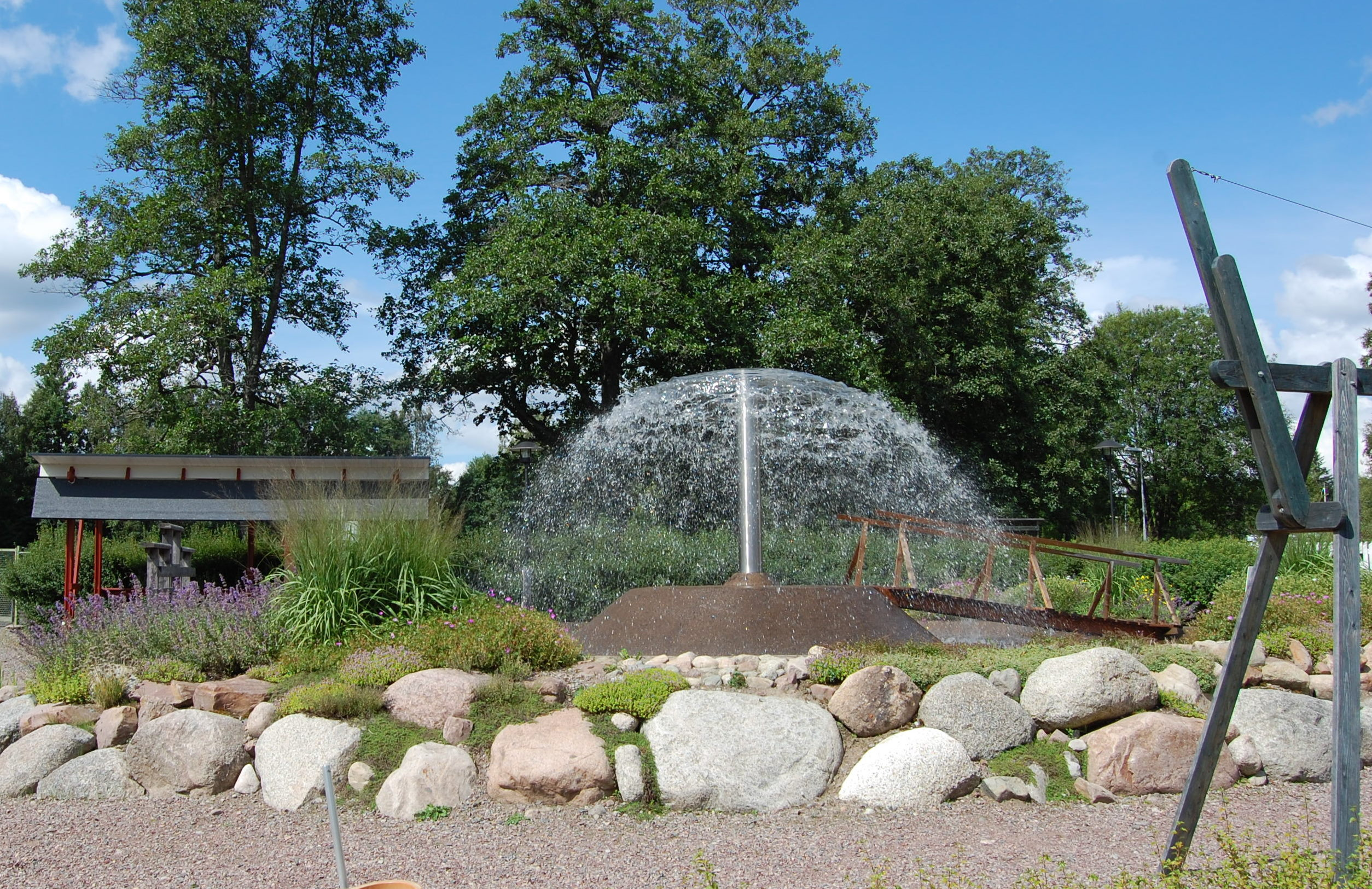
Wasserspielplatz

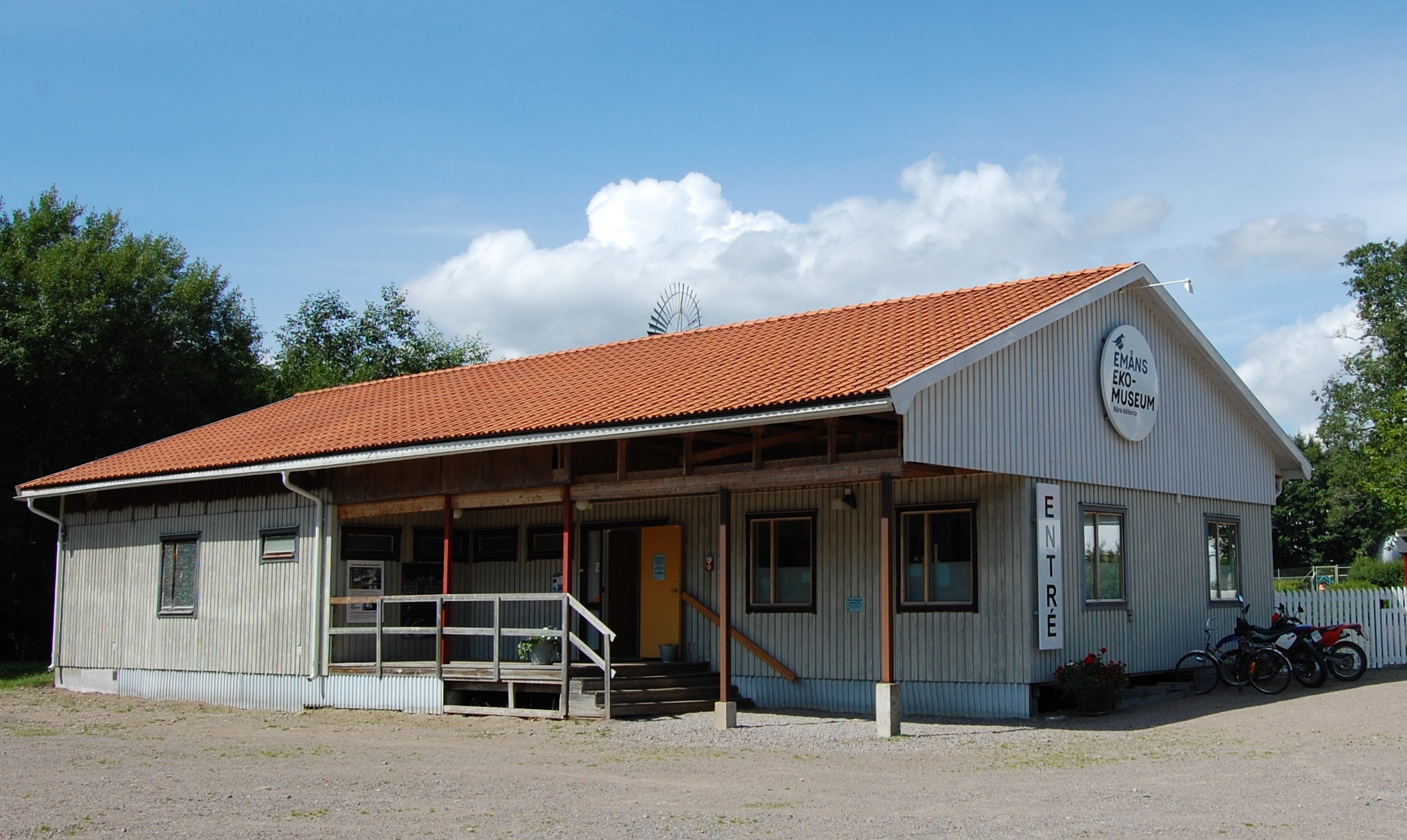
Eingangsbereich

Das Emåns Ekomuseum ist ein in einer historischen Wassermühle untergebrachtes Museum in Bodafors in der schwedischen Gemeinde Nässjö.
Das Museum befasst sich mit dem Fluss Emån, seiner Ökologie und Geschichte. Der Emån fließt unmittelbar durch das Museumsgelände und treibt das Wasserrad der Mühle an. Die Geschichte der Mühle geht bis auf das 16. Jahrhundert zurück. Im Eingangsbereich des Mühlenhauses befindet sich eine von Wasser durchflossene Skulptur die in einem vom englischen Bildhauer John Wilkes geleiteten Seminar entstanden ist.
Weitere Themengebiete sind die Geschichte der lokalen Möbelherstellung. Das Gelände der Mühle diente lange der Möbelproduktion, so wurden ab 1872 sehr erfolgreich die sogenannten Windsor Stühle produziert und zeitweise mehr als 300 Arbeitnehmer beschäftigt. In einem Gebäude ist ein möbelhistorisches Archiv untergebracht, in einem weiteren eine alte  Schmiede. Es gibt Ausstellungen zu weiteren Themen. Am Empfangsgebäude befindet sich ein Kaffeeausschank. Der zentrale Bereich des Museumsgeländes wird von einem Wasserspielplatz eingenommen.
Am Museumsgelände beginnt ein vier Kilometer langer Naturlehrpfad, der bis zum See Uppsjön am Ufer des Emån entlangführt und dabei durch zwölf verschiedene Biotope führt. Am See befindet sich ein Vogelbeobachtungsturm.